# Śnieżyca (opad)

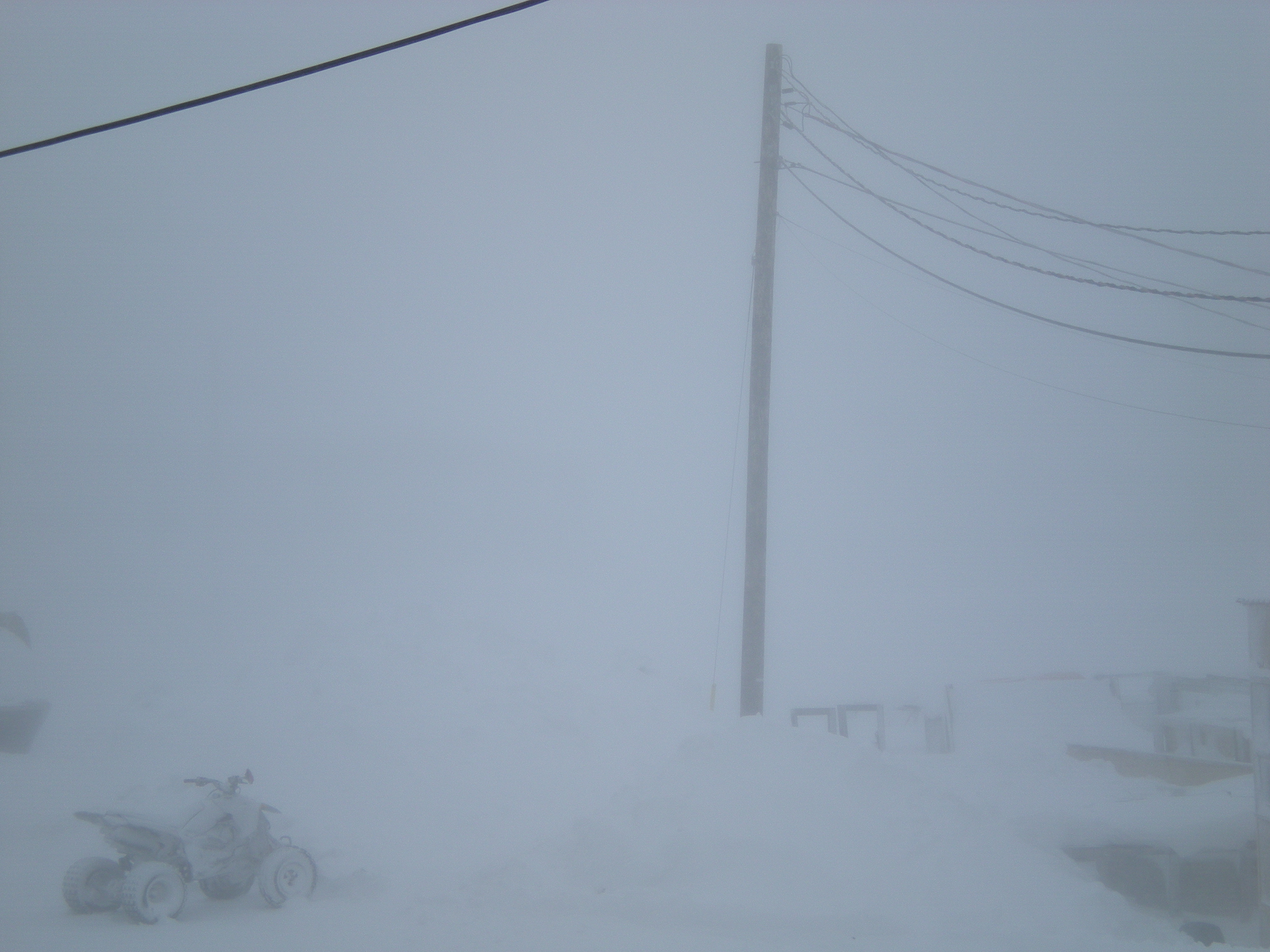
Zawieja śnieżna

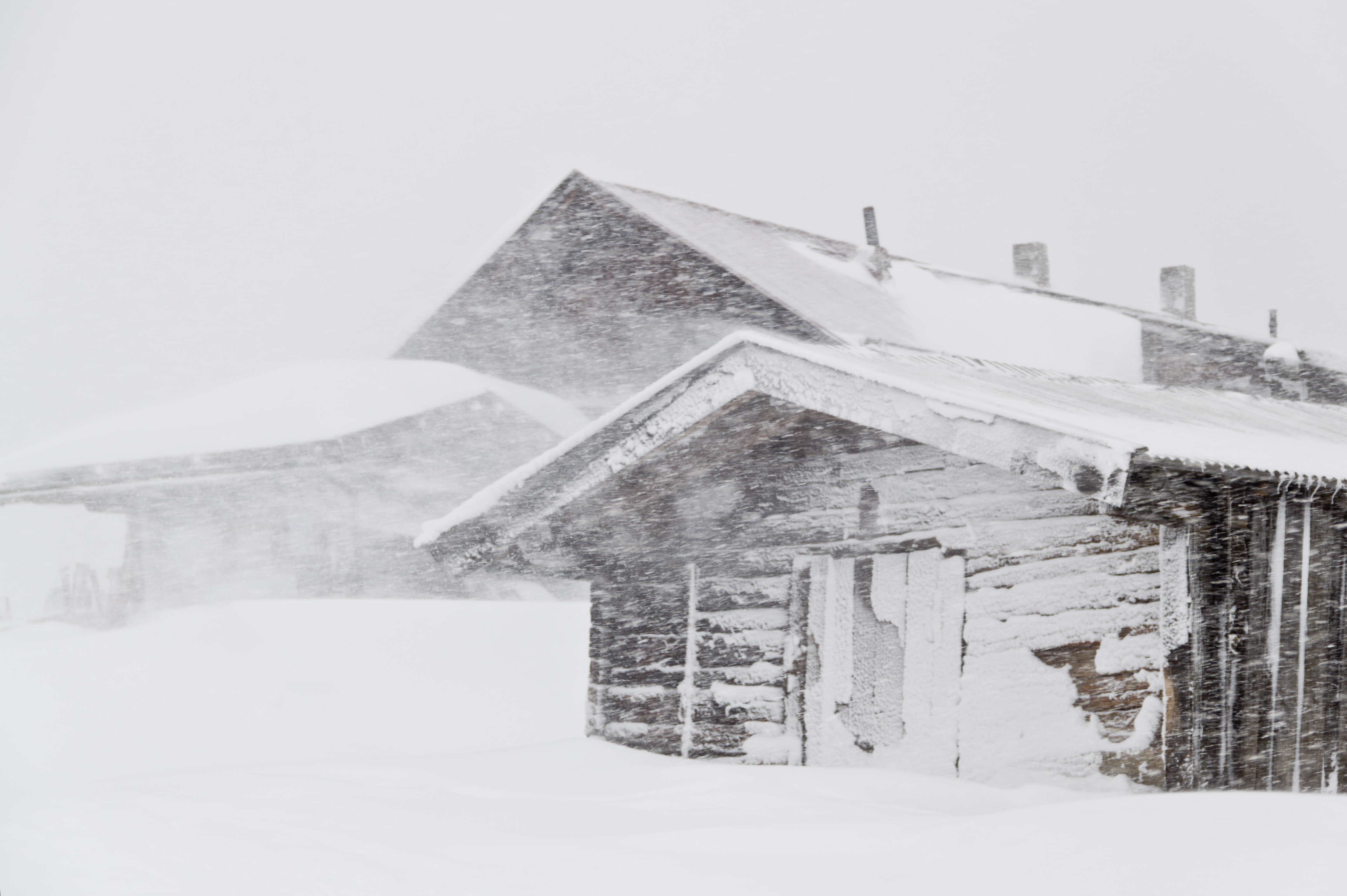
Burza śnieżna w Tyrolu

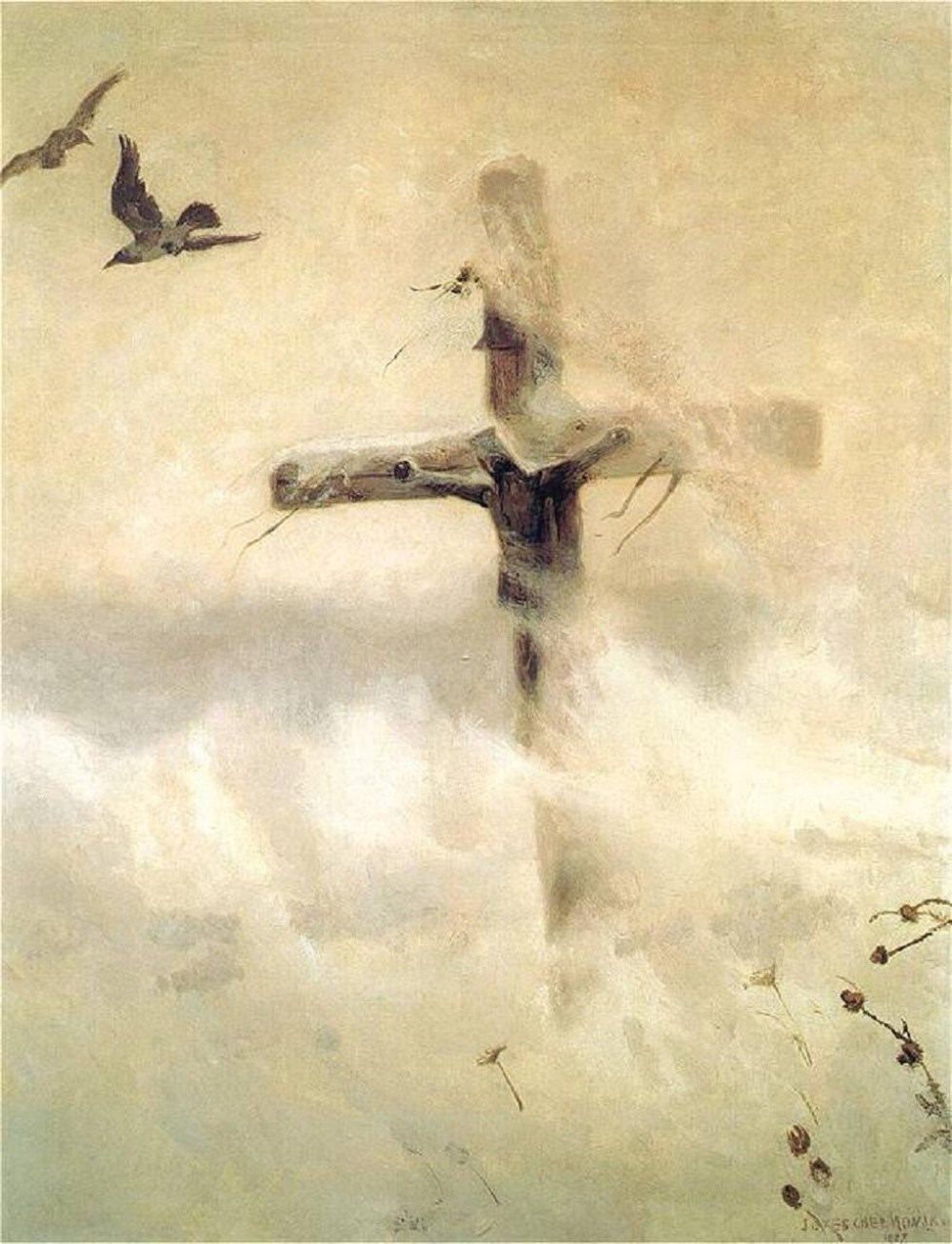
Krzyż w zadymce – obraz pędzla Józefa Chełmońskiego

Śnieżyca, zawieja śnieżna, burza śnieżna, zadymka – gwałtowny, obfity opad śniegu z towarzyszącym mu silnym wiatrem.
Podczas zawiei śnieg praktycznie nie opada na ziemię, a jest niesiony przez wiatr. Widoczność jest często ograniczona do poniżej 200 m, co może sprzyjać wypadkom na drogach. Przy sprzyjających do tego warunkach mogą wystąpić wyładowania atmosferyczne, wtedy mowa o burzy śnieżnej.

## Burzaśnieżna jako źródłoenergii odnawialnej
Podczas silnej śnieżycy na skutek zgniatania, tarcia kryształków lodu dochodzi do uwolnienia ładunków elektrycznych i elektryzowania się śniegu. Maksymalnie uwolnione ładunki mogą dochodzić do 0,2 nC/mg. Potencjał pola elektrostatycznego generowanego przez burzę śnieżną może dochodzić do 6–10 kV/m lub więcej. W związku z tym podczas śnieżyc obserwowane są elektrometeory. Wyjątkowo duży gradient pola elektrostatycznego obserwowany przy silnych śnieżycach występujących przy niskich temperaturach i niskiej wilgotności powietrza (suchy, drobny śnieg), prowadzi do wygenerowania znacznych ładunków elektrycznych obserwowanych w postaci zakłóceń radiowych lub zjawisk świetlnych oraz wzrostu ryzyka awarii sieci elektrycznej.
Generowana w ten sposób energia elektryczna ze względu na niewielką gęstość elektryczną burzy śnieżnej mogłaby zostać wykorzystana do zasilania urządzeń jedynie o niewielkim poborze energii.